# Valle, Agder
Valle är en kyrkby och tidigare tätort som utgör centralort i Valle kommun i Agder fylke i södra Norge. Orten ligger vid riksväg 9 och älven Otra i Setesdalen. Här finns Valle kyrka.

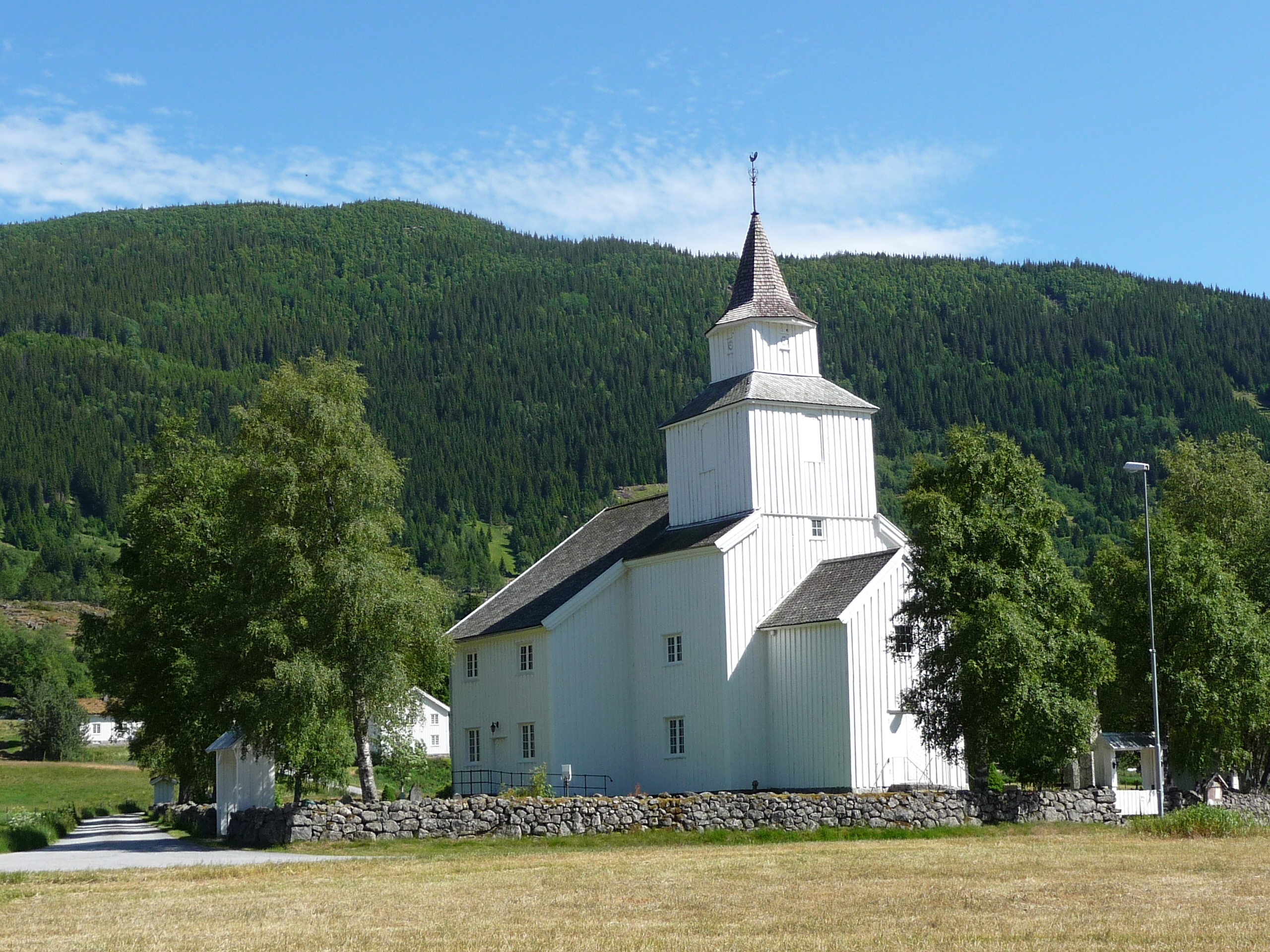
Valle kyrka.